# Patience (Dead of Summer)
"Patience" é o primeiro episódio da série de televisão Dead of Summer, originalmente transmitido em 28 de junho de 2016 pelo canal de televisão Freeform. O episódio foi escrito pelos criadores da série, Adam Horowitz, Edward Kitsis e Ian Goldberg, e dirigido por Horowitz.

## Enredo
Durante o verão de 1989, amigos de infância e monitores de acampamento chegam no acampamento 3 dias antes do lugar abrir as portas. É a primeira vez de Amy no acampamento e ela se vê como uma estranha. O zelador do acampamento é encontrado morto. Enquanto na floresta, Amy visita a cabine do zelador com Garrett. No entanto, Amy tem uma visão de fantasmas atacando ela momentos antes da cabine incendiar. Os dois escapam, mas Amy é atacada em seguida pelos fantasmas. Flashbacks mostram Amy chegando em uma nova escola e conhecendo sua parceira de laboratório, Margo, que não gosta dela. As duas acabaram se tornando melhores amigas e planejam de ir para o Camp Stillwater juntas. No entanto, enquanto as duas estão numa festa, a polícia aparece e elas fogem para o andar superior. Ao tentar fugir pela janela, Margo acaba pendurada no telhado, e Amy tenta ajudá-la, mas ela acaba escorregando e caindo para a morte. No presente, Amy vai nadar com o resto dos campistas no lago; todos assistem às filmagens juntos, que exibem uma figura fantasmagórica de pé atrás do rio, antes de a televisão desligar sozinha sem que eles saibam.

## Produção
"Patience" foi escrito por Adam Horowitz, Edward Kitsis e Ian Goldberg, criadores da série. Horowitz ficou a cargo da direção do episódio, sendo seu segundo episódio de televisão como diretor (sendo o primeiro o décimo terceiro episódio da quarta temporada de Once Upon a Time, "Unforgiven").

## Recepção

### Audiência
Nos Estados Unidos, o episódio foi transmitido em 28 de junho de 2016, e alcançou uma audiência de 0.63 milhões de telespectadores. O episódio acumulou uma pontuação de 0.2 na tabela demográfica de espectadores entre 18 e 49 anos, segundo a Nielsen Ratings.

### Avaliação da crítica
O primeiro episódio, assim como a série em geral, receberam críticas mistas dos críticos de televisão.
Molly Freeman do ScreenRant deu a série uma revisão positiva, afirmando que: "Enquanto a premissa de Dead of Summer soa familiar a qualquer fã de filme de terror, o show terá benefícios de não ser diretamente ligado a uma franquia de horror existente, uma vez que não irá sofrer por ser comparado com os filmes de terror amados por gerações."
Por outro lado, Alex McGown do The A.V. Club deu ao primeiro episódio uma classificação de nota C, afirmando que "sua história é tão desajeitada e os personagens são tão "fora d'água", que o show só consegue assustar adolescentes vulneráveis." Dan Fienberg do The Hollywood Reporter deu uma avaliação mais negativa: "Dead of Summer é involuntariamente ruim, pois conta com uma mistura de gêneros, estruturas e personagens que talvez aspira a algo original e cai por fora."